# Górka Kościejowska
Górka Kościejowska is een plaats in het Poolse district Miechowski, woiwodschap Klein-Polen. De plaats maakt deel uit van de gemeente Racławice en telt 180 inwoners.